# Hanna Brochocka-Winczewska

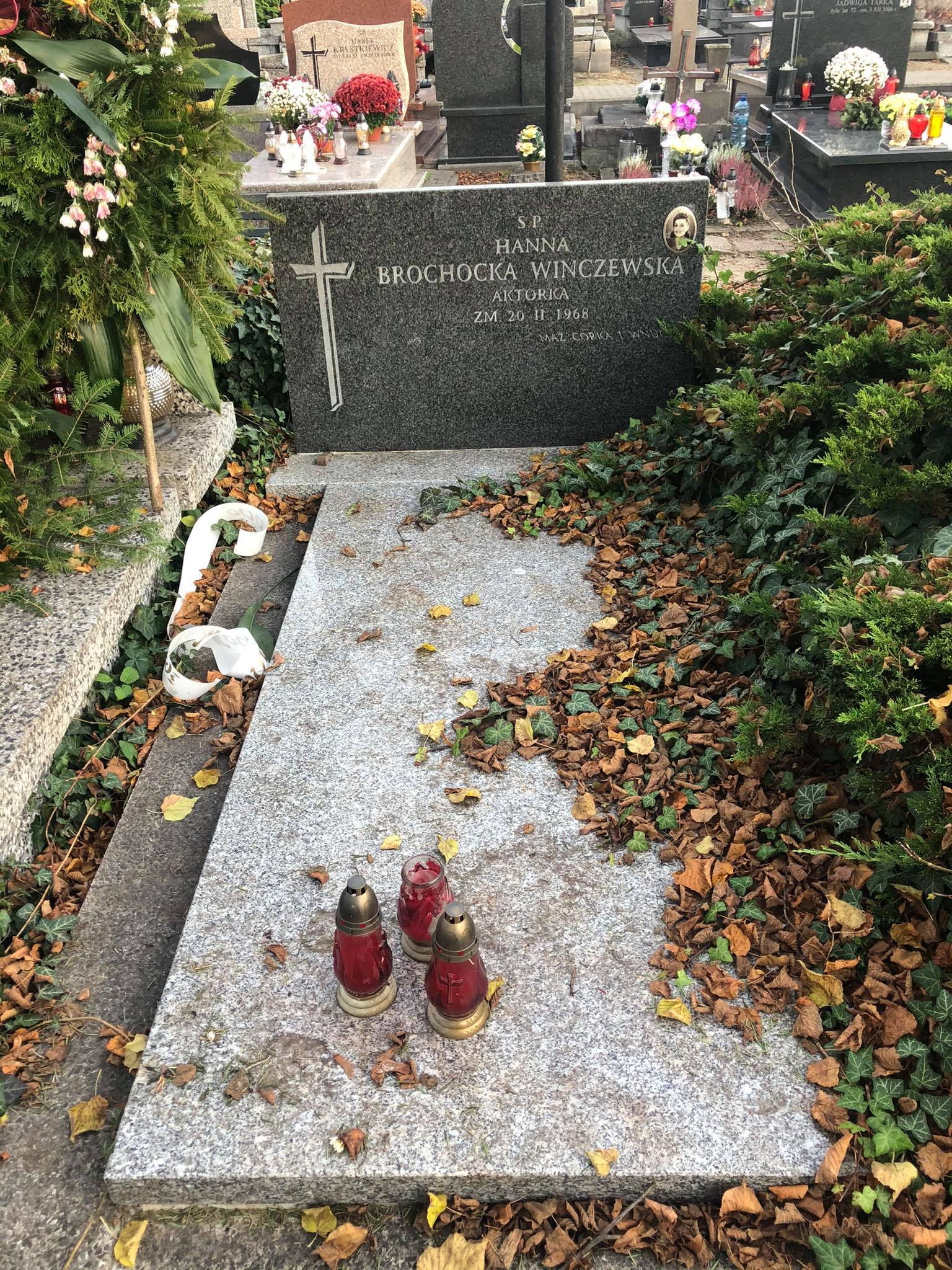
Grób Hanny Brochockiej-Winczewskiej na cmentarzu Bródnowskim

Hanna Brochocka-Winczewska (wł. Władysława Anna Winczewska z domu Rozwadowska) (ur. 19 stycznia 1913 w Irkucku, zm. 20 lutego 1968 w Warszawie) – polska aktorka i tancerka.

## Życiorys
Jako rok urodzenia podawała 1918, ale przyjmując że debiutowała w 1932 należy przyjąć, że urodziła się pięć lat wcześniej. Ukończyła szkołę tańca Tacjanny Wysockiej i pobierała naukę gry aktorskiej u Stanisława Daniłowicza. Pierwszy raz wystąpiła w maju 1932 w Teatrze Nowości pod pseudonimem Hanna Brochocka. Przez całą karierę nie była na dłużej związana z żadną sceną. Sezon 1932/1933 spędziła na scenie Teatru Nowego w Poznaniu, następny w Wielkiej Operetce w Warszawie. Od 1935 przez dwa sezony występowała w Teatrze Miejskim w Grodnie, w międzyczasie złożyła egzamin eksternistyczny z aktorstwa (1936). W sezonie 1937/1938 grała na deskach Teatru Miejskiego w Bydgoszczy, a ostatni przedwojenny sezon spędziła w zespole aktorów Teatru im. Juliusza Słowackiego w Krakowie. Po wybuchu II wojny światowej zamieszkała w Warszawie, gdzie pracowała jako kelnerka i występowała w jawnym Teatrze Nowości. Po zakończeniu wojny wyjechała do Katowic i tam od 1946 grała w Teatrze im. Stanisława Wyspiańskiego. W 1951 przeniosła się do Łodzi, przez trzy kolejne sezony grała na trzech różnych scenach, były to kolejno Teatr Mały, Teatr Nowy i Teatr im. Stefana Jaracza. W ostatnim pozostała na scenie do 1958, kiedy to przestała grać na pięć lat ze względu na stan zdrowia. Od 1963 do 1966 występowała w katowickim Teatrze im. Stanisława Wyspiańskiego, a następnie przeszła na rentę inwalidzką.
Spoczywa na cmentarzu Bródnowskim (kw. 43K-IV-4)